# Ommatius longipennis
Ommatius longipennis là một loài ruồi trong họ Asilidae. Ommatius longipennis được Lindner miêu tả năm 1955. Loài này phân bố ở vùng nhiệt đới châu Phi.